# In a Perfect World…
In a Perfect World… ist das Debütalbum der US-amerikanischen Sängerin und Songwriterin Keri Hilson. In den USA kam es am 24. März 2009 in den Handel, nachdem das Label die Veröffentlichung im Jahre 2007 wegen Zahlungsschwierigkeiten und anderen Releases mehrmals verschoben hatte.
Das Album verkaufte sich in den Vereinigten Staaten über 500.000 mal physisch und digital und erhielt Gold-Status. Hilson erhielt zwei Grammy-Nominierungen durch dieses Album. Im deutschsprachigen Raum wurde außerdem noch die „In a Perfect World – I Like Edition“ veröffentlicht, die den Song I Like, das Titellied des Films Zweiohrküken enthielt. Die erste Single aus dem Album war Energy, diese wurde nur in wenigen Ländern Europas und den vereinigten Staaten veröffentlicht. Die erste offizielle internationale Single war Return the Favor featuring Timbaland. Weitere Veröffentlichungen sind Knock You Down, Make Love, Change Me featuring Akon, Turnin Me On featuring Lil Wayne und I Like.

## Hintergrund
Timbaland und Polow da Don schauten Hilson bei den Aufnahmen des Albums über die Schulter. Jedoch hatte sie schon viel früher mit dem Schreiben der Songs und ersten Aufnahmen begonnen. Einige Songs hatte sie für das geplante Soloalbum von Nicole Scherzinger geschrieben, das nie erschien. Lil Wayne, Keyshia Cole, Trina, Timbaland, Kanye West, Ne-Yo, Akon und Nicole Scherzinger arbeiteten an Hilsons Album mit. Unter anderem hat auch Justin Timberlake einen Song beigesteuert (Slow Dance).

## Titelliste

### Standard-Edition
1. Intro (1:30)
2. Turnin Me On (featuring Lil Wayne) (4:08)
3. Get Your Money Up (featuring Keyshia Cole & Trina) (3:16)
4. Return the Favor (featuring Timbaland) (5:29)
5. Knock You Down (featuring Ne-Yo & Kanye West) (5:26)
6. Slow Dance (4:22)
7. Make Love (5:22)
8. Intuition (4:11)
9. How Does It Feel (3:58)
10. Alienated (4:34)
11. Tell Him the Truth (4:48)
12. Change Me (featuring Akon) (4:54)
13. Energy (3:30)
14. Where Did He Go (4:57)

### Bonus-Track-Version
Diese Version enthält zusätzlich zur Standard-Edition die schon vorher veröffentlichten Titel The Way I Are (featuring Timbaland) und Scream (featuring Timbaland & Nicole Scherzinger).

### I-Like-Edition
Diese Version enthält alle Tracks der Bonus-Track-Version und zusätzlich I Like (der Titelsong des Films Zweiohrküken), sowie den vorher unveröffentlichten Song Do It. Die I-Like-Edition wurde nur im deutschsprachigen Raum, anlässlich des Kinostarts von Zweiohrküken veröffentlicht.

## Kritik
Das Album wurde größtenteils positiv bewertet. Positiv wurde vor allem die Stimme von Keri bewertet. Kritikpunkt war die Produktion von Timbaland, die bei der Auswahl der gesungenen R&B-Nummern Innovationen vermissen ließ. Hilson wurde aber auch bestätigt, in weiteren Kooperationen die Führungsrolle übernehmen zu können.

„ Die Tatsache, dass Timbaland derzeit alles und jeden produziert, erweist sich für seinen Schützling als hinderlich: Seine markanten Synthesizer-Spielchen drohen immer wieder, Hilsons nicht allzu kräftige Stimme unterzubuttern. Dass sie durchaus in der Lage wäre, bei einer Zusammenarbeit das Kommando zu übernehmen, beweist die Debütantin dennoch: Nachdem die ersten Takte von „How Does It Feel“ förmlich nach einer mittelmäßigen Rap-Nummer schreien, entpuppt sich die akzentreiche Warnung an die bessere Hälfte als unbestrittenes Highlight in Hilsons perfekter Welt.“

Das Album brachte Hilson zwei Grammy-Nominierungen ein, als „Bester neuer Künstler“ und „Beste Rap/Gesang-Zusammenarbeit“ (für den Song Knock You Down – eine Zusammenarbeit mit Kanye West und Ne-Yo).

## Kommerzieller Erfolg

### Chartplatzierungen
Vor allem in den USA und Neuseeland war In a Perfect World… erfolgreich (Gold-Status in den USA). In Deutschland schaffte das Album erst nach der Neuauflage (I-Like-Edition) den Sprung in die Charts. Erfolgreichste Singleauskopplung in Deutschland war der Song I Like, der sogar die Platin-Auszeichnung in Deutschland erhielt.
| ChartsChartplatzierungen       | Höchstplatzierung | Wochen |
| ------------------------------ | ----------------- | ------ |
| Deutschland (GfK)              | 28 (9 Wo.)        | 9      |
| Schweiz (IFPI)                 | 65 (6 Wo.)        | 6      |
| Vereinigte Staaten (Billboard) | 4 (33 Wo.)        | 33     |
| Vereinigtes Königreich (OCC)   | 22 (14 Wo.)       | 14     |

| ChartsJahrescharts (2009)      | Platzierung |
| ------------------------------ | ----------- |
| Vereinigte Staaten (Billboard) | 68          |

### Auszeichnungen für Musikverkäufe
| Land/Region                  | Auszeichnungen für Musikverkäufe (Land/Region, Auszeichnung, Verkäufe) | Verkäufe |
| ---------------------------- | ---------------------------------------------------------------------- | -------- |
| Neuseeland (RMNZ)            | Platin                                                                 | 15.000   |
| Vereinigte Staaten (RIAA)    | Gold                                                                   | 500.000  |
| Vereinigtes Königreich (BPI) | Gold                                                                   | 100.000  |
| Insgesamt                    | 2× Gold · 1× Platin ·                                                  | 615.000  |